# Oldenlandia capituligera
Oldenlandia capituligera là một loài thực vật có hoa trong họ Thiến thảo. Loài này được (Hance) Kuntze mô tả khoa học đầu tiên năm 1891.